# Zen Studios
A Zen Studios (korábban Rubik Interactive) budapesti székhelyű videójáték-fejlesztő cég, a Saber Interactive leányvállalata. Főleg a flipperjátékaikról ismertek, amik több ismert témát is feldolgoztak, mint például a Szellemirtók, a Family Guy vagy a Marvel univerzum.
2011 júniusában újabb letölthető flipperasztalokat készítettek a Pinball FX2 és Zen Pinball játékokhoz. 2015-ben a vállalat második helyezett volt a Metacritic által összeállított, középméretű videójáték-fejlesztő vállalatok listáján, megelőzve olyan fejlesztőket, mint a Capcom vagy a Microsoft.

## Játékok
- 3D Solitaire (Nintendo 3DS)
- CastleStorm (Xbox 360, Windows)
- Flipper Critters (Nintendo DS)[1]
- Ghostbusters: The Video Game (Nintendo DS)
- KickBeat (PlayStation 3, PlayStation Vita, Windows)
- Marvel Pinball (Android, iOS, Nintendo 3DS, PlayStation 3, PlayStation Vita, Wii U, Windows, Xbox 360)
- Pinball FX (Xbox 360)
- Pinball FX 2 (Xbox 360, Windows)
- Planet Minigolf (PlayStation 3)
- Rocky and Bullwinkle (Xbox 360)
- The Punisher: No Mercy (PlayStation 3)
- Zen Pinball (Android, iOS, Nintendo 3DS, PlayStation 3)
- Zen Pinball 2 (PlayStation 3, PlayStation 4, PlayStation Vita, Mac OS X, Wii U)
- Star Wars Pinball (PlayStation 3, PlayStation Vita, iOS, Android, Nintendo 3DS, Wii U)
- Operencia: The Stolen Sun